# Colegio Alemán de Los Ángeles
El Colegio Alemán de Los Ángeles (en alemán: Deutsche Schule Los Angeles) es un colegio de  habla alemana en la categoría de Auslandsschule ubicado en la ciudad de Los Ángeles (Chile). Fundado el 11 de junio de 1882, es un colegio que comprende los tres primeros niveles de educación en Chile: educación preescolar o kindergarten, educación básica y enseñanza media.

## Historia
El colegio Alemán de los Ángeles fue creado por inmigrantes alemanes en el sector de la ciudad que fue una localidad fundada por ellos, llamada Colonia Humán; teniendo como objetivo enseñar y mantener el uso del idioma y costumbres y tradiciones alemanas. Fueron 25 los colonos que impulsaron esta idea visionaria concretándose la fundación del Colegio el 11 de junio de 1882.
Según cartas de la época, Benjamín Möhrlen, quien fue su primer director inició las actividades académicas el 3 de julio de 1882 con 23 alumnos. El pequeño Colegio Alemán continuó desarrollándose con éxito sorprendiendo a las autoridades de la época por los logros alcanzados de sus alumnos.
Transcurridos 124 años desde sus inicios y gracias a diversos esfuerzos y a aportes como el predio ubicado en la avenida Gabriela Mistral, donado por las hermanas Adelaida y Elena Baier, hoy es un colegio de prestigio y  tradición en el plano formativo, valórico y académico, reconocido a nivel nacional. La infraestructura existente permite la atención a 800 alumnos desde Spielgruppe hasta IV° año de Enseñanza Media.

## Características principales
Colegio privado, reconocido por el Ministerio de Educación de Chile y la República Federal de Alemania. Pertenece a la Asociación de Colegios de habla alemana de Chile la que agrupa un total de 23 establecimientos educacionales de gran prestigio en el país. 
El colegio ofrece Educación Prebásica, Educación Básica y Educación Media Científico Humanista. 
El Proyecto Educativo considera cursos mixtos, en sus primeros niveles hasta 20 alumnos, y a partir de 3º Básico con un máximo de 30 alumnos. 
Los idiomas obligatorios son alemán e inglés. El nivel que ofrece el Colegio a los alumnos les da la opción de lograr al egreso la acreditación del nivel DSDII otorgado para alemán por el Ministerio de Cultura de Alemania y el FCE otorgado para inglés por el British Council. 
El Proyecto Educativo de conocimiento público está centrado en los alumnos. El cuerpo de profesores está comprometido con la comunidad escolar, el trabajo en equipo y con las acciones destinadas al logro de las metas del plan estatégico de desarrollo del colegio, insertos en una política de perfeccionamiento continuo. La estructura organizacional interna es matricial para el trabajo escolar por áreas del conocimiento y por ciclos. El diagnóstico de los alumnos en caso requerido se efectúa por sicólogo y/o sicopedagoga. El plan de formación valórica obligatorio integra una formación cristiana ecuménica. Se cuenta con un programa y se realizan periódicamente acciones de orientación. En el trabajo diario se privilegia y practica la autodisciplina de los alumnos, orientándolos en ese sentido. Se realiza evaluación externa a través de pruebas PSU, SIMCE, CEIS; pruebas de idiomas aplicadas en los colegios alemanes ZDP8, DSD1, DSD2 y ZDPA; además pruebas voluntarias PET y FCE en inglés. 
En idioma inglés PET y FCE; régimen interno de autodisciplina; planes de estudios aprobados por el Ministerio de educación para colegios alemanes y amplia oferta anual de talleres extracurriculares.